# توني إيه يو
توني إيه يو (بالصينية: 区丁平) هو مخرج صيني، ولد في 1945 في غوانغدونغ في الصين.

## وصلات خارجية
- توني إيه يو على موقع IMDb (الإنجليزية)
- توني إيه يو على موقع ألو سيني (الفرنسية)
- توني إيه يو على موقع ميوزك برينز (الإنجليزية)
- توني إيه يو على موقع أول موفي (الإنجليزية)
- توني إيه يو على موقع قاعدة بيانات الفيلم (الإنجليزية)
- توني إيه يو على موقع كينوبويسك (الروسية)